# Alaine Chartrand
Alaine Chartrand (Brockville, Canadá; 26 de marzo de 1996) es una patinadora artística sobre hielo canadiense. Medallista de bronce de la Copa Rostelecom de 2014 y medallista de oro del Campeonato Nacional de Canadá de 2016.

## Carrera
Nació en 1996 en Ontario, Canadá y comenzó a patinar en el año 1999. Mary Jayne Rashotte fue su primera entrenadora. Debutó en la serie del Grand Prix Júnior en 2012. Ganó la medalla de bronce en el Campeonato de Canadá de 2013 y fue asignada al Campeonato del Mundo Júnior de 2013, donde se ubicó en el octavo lugar. En 2014 quedó en quinta posición en el Campeonato de Canadá y en el Campeonato del Mundo Júnior, celebrado en Bulgaria. Chartrand debutó en el nivel sénior en la serie del Grand Prix, en la prueba del Skate Canadá de 2014 obtuvo el séptimo lugar. En la Copa Rostelecom de 2014 se ubicó en primer lugar con su programa corto y tercera en el libre, ganó la medalla de bronce.
En el Campeonato de Canadá de 2015 ganó la medalla de plata y fue elegida para representar a su país en el Campeonato del Mundo de 2015, donde se ubicó en el lugar 11. Obtuvo el cuarto lugar en el Trofeo Nebelhorn de 2015, de la Challenger Series de la ISU. Fue asignada a dos pruebas de la serie del Grand Prix. En el Skate America de 2015 finalizó en duodécimo lugar y en la Copa Rostelecom en sexto lugar. Ganó la medalla de oro en el Campeonato de Canadá de 2016 tras vencer por cuatro puntos de ventaja a sus compatriotas Gabrielle Daleman y Kaetlyn Osmond. En el Campeonato de los Cuatro Continentes de 2016 se ubicó en séptimo lugar en el programa corto y bajó al lugar 14 en el programa libre, obtuvo al final el undécimo puesto. Finalizó en quinto lugar en el Skate Canada de 2016 y se hizo con la décima plaza en el Trofeo NHK de 2016. Ganó la medalla de bronce en el Campeonato de Canadá de 2017 y finalizó en el undécimo puesto en el Campeonato de los Cuatro Continentes de 2017, celebrado en Corea del Sur. Ese mismo año comenzó a ser entrenada por Michelle Leigh y Brian Orser en Toronto.

### Programas
|           | Programa corto                                                                     | Programa libre                                                        | Exhibición                                                |
| --------- | ---------------------------------------------------------------------------------- | --------------------------------------------------------------------- | --------------------------------------------------------- |
| 2018-2019 | Paint It Black de Ramin Djawadi Coreografía de David Wilson                        | Sunset Boulevard de Andrew Lloyd Webber Coreografía de David Wilson   |                                                           |
| 2017-2018 | Libertango de Astor Piazzolla (coreografía de Shae-Lynn Bourne)                    | Sunset Boulevard de Andrew Lloyd Webber (coreografía de David Wilson) |                                                           |
| 2016–2017 | Sway de The Pussycat Dolls (coreografía de Shae-Lynn Bourne)                       | Rome de Jeff Beal (coreografía de David Wilson)                       | These Boots Are Made for Walkin de Nancy Sinatra          |
| 2015–2016 | Lilies of the Valley de Jun Miyake (coreografía de Shae-Lynn Bourne)               | Gone with the Wind de Max Steiner (coreografía de David Wilson)       | A Little Party Never Killed Nobody (All We Got) de Fergie |
| 2014–2015 | La Leyenda del Beso de Reveriano Soutullo, Juan Vert (coreografía de David Wilson) | Doctor Zhivago de Maurice Jarre (coreografía de David Wilson)         | Funkytown de Lipps Inc                                    |
| 2013–2014 | Torn - Resolve Compilation de Nathan Lanier (coreografía de Jeffrey Buttle)        | Doctor Zhivago de Maurice Jarre (coreografía de David Wilson)         | Funkytown de Lipps Inc                                    |
| 2012–2013 | First Dance de Edvin Marton                                                        | Compilation Misa Tango de Luis Bacalov                                | Stronger (What Doesn't Kill You) de Kelly Clarkson        |

### Resultados detallados
- Las mejores marcas personales aparecen en negrita.

| Temporada 2018-2019         | Temporada 2018-2019                                          | Temporada 2018-2019 | Temporada 2018-2019 | Temporada 2018-2019 |
| Fecha                       | Evento                                                       | Programa corto      | Programa libre      | Total               |
| --------------------------- | ------------------------------------------------------------ | ------------------- | ------------------- | ------------------- |
| 18–24 de marzo de 2019      | Campeonato Mundial de Patinaje Artístico sobre Hielo de 2019 | 22 55.89            |                     |                     |
| 7–10 de marzo de 2019       | Campeonato Cuatro Continentes de 2019                        | 21 45.89            | 13 101.65           | 16 147.54           |
| 13-20 de enero de 2019      | Campeonato Nacional de Canadá 2019                           | 5 59.22             | 1 126.69            | 1 185.91            |
| 19–21 de octubre de 2018    | Skate America 2018                                           | 11 46.99            | 7 108.50            | 9 155.49            |
| 27–29 de septiembre de 2018 | CS Trofeo Nebelhorn Trophy 2018                              | 8 53.60             | 8 96.42             | 8 150.02            |
| Temporada 2017-2018         |                                                              |                     |                     |                     |
| Fecha                       | Evento                                                       | Programa corto      | Programa libre      | Total               |
| 22–28 de enero de 2018      | Campeonato de los Cuatro Continentes 2018                    | 8 59.86             | 6 112.55            | 8 172.41            |
| 8–14 de enero de 2018       | Campeonato Nacional de Canadá 2018                           | 9 52.19             | 4 112.02            | 4 164.21            |
| 10–12 de noviembre de 2017  | Trofeo NHK 2017                                              | 12 49.60            | 9 109.76            | 11 159.36           |
| 20–23 de septiembre de 2017 | Clásico internacional de otoño 2017                          | 6 55.21             | 6 107.21            | 5 162.42            |